# Восточные гибриды

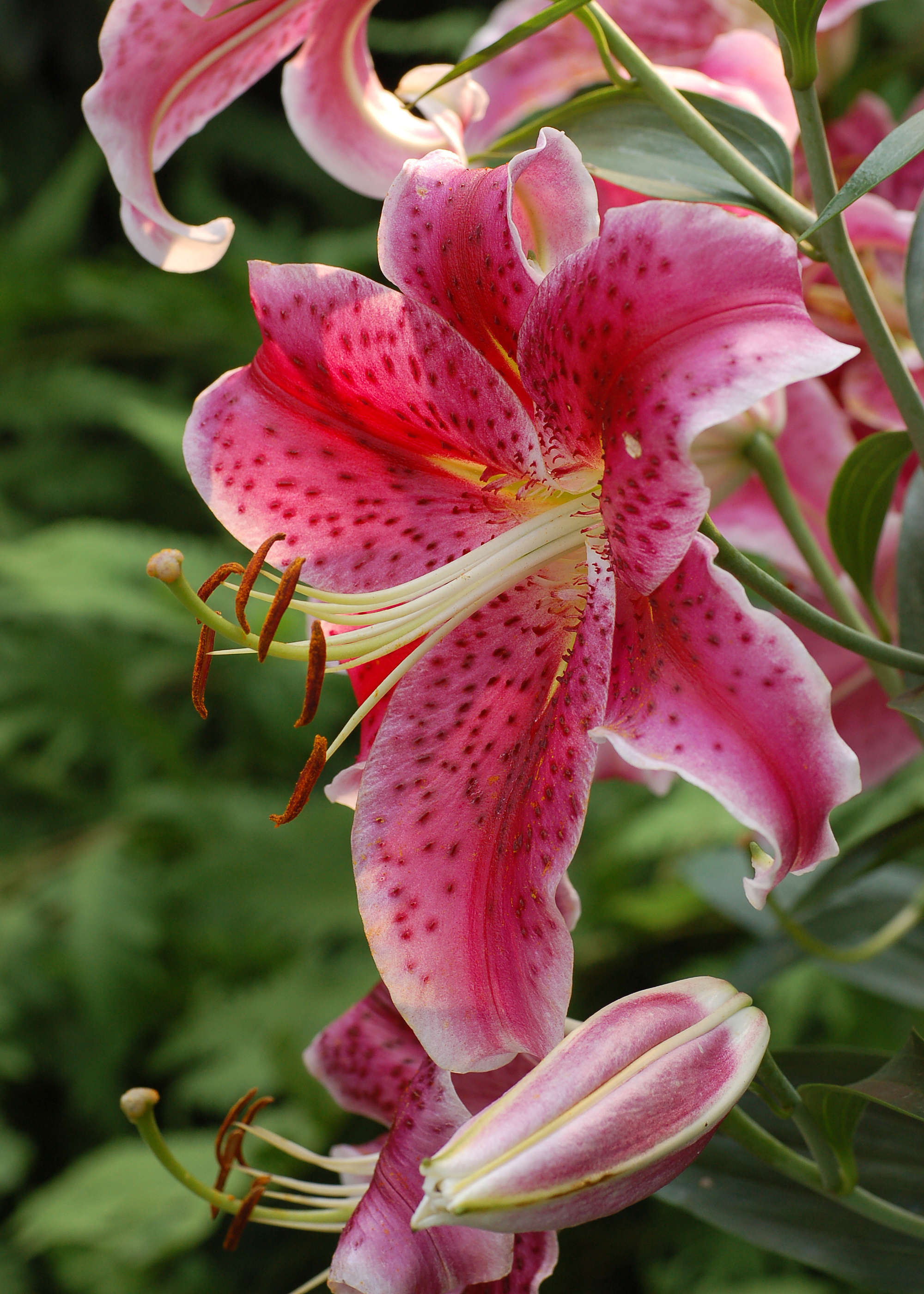
Lilium 'Stargazer'

Восточные гибриды, или Ориентальные гибриды (англ. Oriental hybrids) — одна из современных групп сортов лилий сложного гибридного происхождения входящих в VII раздел по классификации третьего издания Международного регистра лилий.
В эту группу включены гибриды восточноазиатских видов:Lilium auratum, Lilium japonicum, Lilium nobilissimum, Lilium × parkmanii, Lilium rubellum, Lilium speciosum, Lilium henryi.

## Биологическое описание
Цветки средние и очень большие. Окраска цветков очень разнообразна: от белой, до розовой, пурпурно-красной, золотисто-жёлтой, у многих сортов яркие контрастные «лучи». Цветки большинства сортов обладают сильным ароматом. Для многих сортов характерны надлуковичные корни.

## Агротехника
Восточные гибриды рекомендуется высаживать в августе. Интервал посадки Восточных лилий обычно зависит от высоты и мощности высаживаемых сортов, обычно не менее 20—25 см. Приобретенные в неурочное время лилии хранят до посадки в непромерзающем подвале, под слоем слегка влажных опилок или торфа. Температура должна быть не ниже 0, лучше +1…+2 °С. Слой почвы над взрослой луковицей около 15 см. В более северных районах луковицы лилий следует сажать немного глубже рекомендуемых глубин, слой почвы над луковицей должен составлять 15-20 см. В этом случае лилии «всходят» немного позднее обычных сроков и, как правило, уже не попадают под заморозки, которые могут быть даже в начале июня. Поздней осенью, после промерзания поверхности земли, растения рекомендуется укрывать листьями, перепревшим торфом слоем 15—20 см. Подкармливать Восточные гибриды лучше всего, когда ростки достигнут высоты примерно 10—15 см. Почву вокруг лилий в течение вегетационного периода лучше не рыхлить, а только мульчировать, поскольку есть вероятность потревожить поверхностно расположенные надлуковичные корни или образовавшиеся на стеблях детки, либо случайно поломать достаточно хрупкий в мае — начале июня молодой стебель. Восточные лилии предпочитают солнце или легкую полутень. Молодые луковицы Восточных гибридов первое время не делятся и не образуют деток.
Согласно общепринятым рекомендациям, луковицы восточных лилий должны зимовать в сухой почве. Поэтому осенью в сухую погоду посадки лилий необходимо прикрыть непромокаемым материалом, чтобы уберечь их от излишней влаги в осенний период.

## Сорта
Восточные гибриды чаще всего используются в выгонке. Они выращиваются в контейнерах и горшках. Используются для получения срезанных цветов и участвуют в городском озеленении. Сорта принято делить на три условные группы различающиеся формой цветков: трубчатыми, чашевидными (кубковидными) и плоскими. Кроме формы и окраски цветков, варьирует высота растений, сроки цветения, наличие аромата и другие признаки.

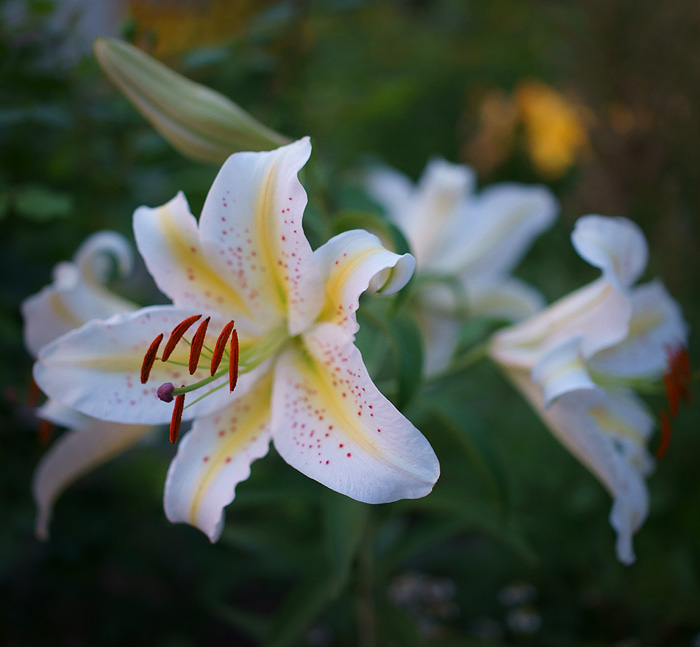
'Gold Band'
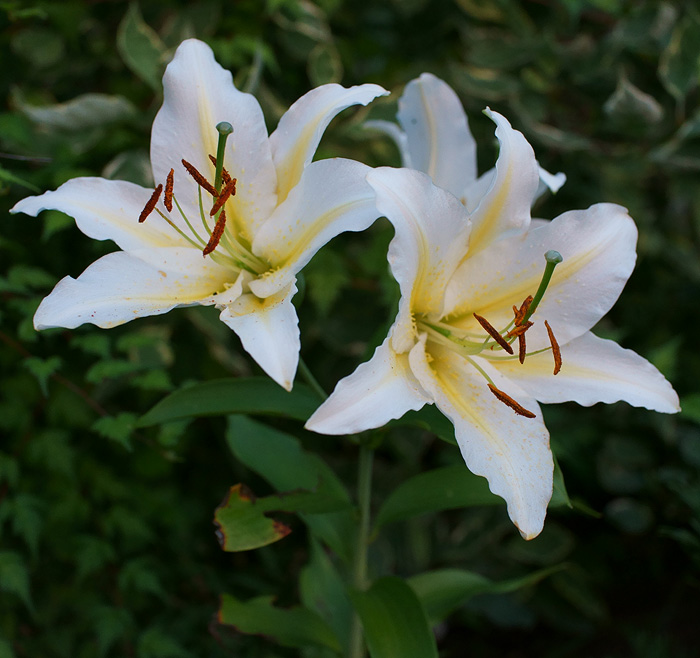
'Venezuela'
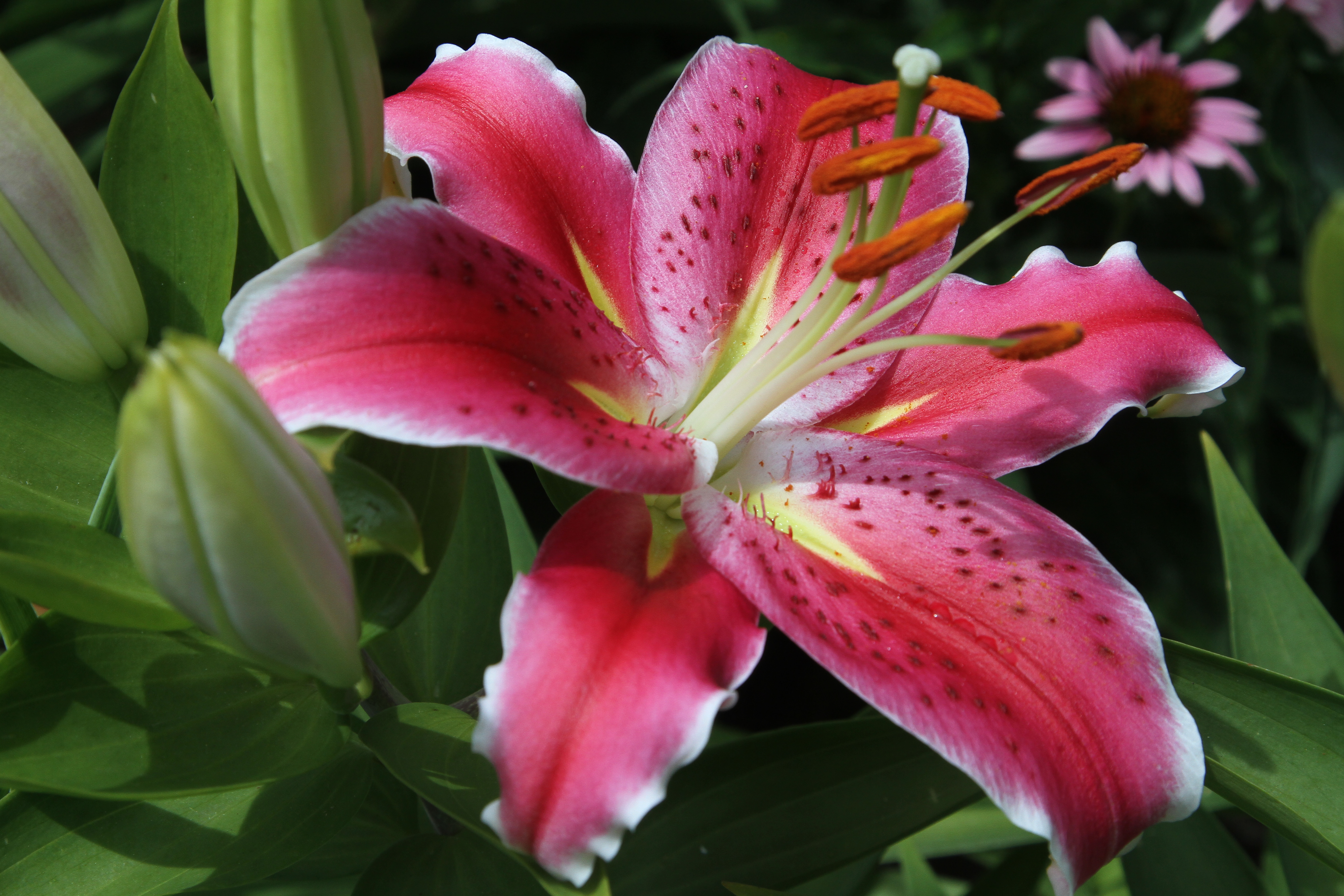
'After Eight'
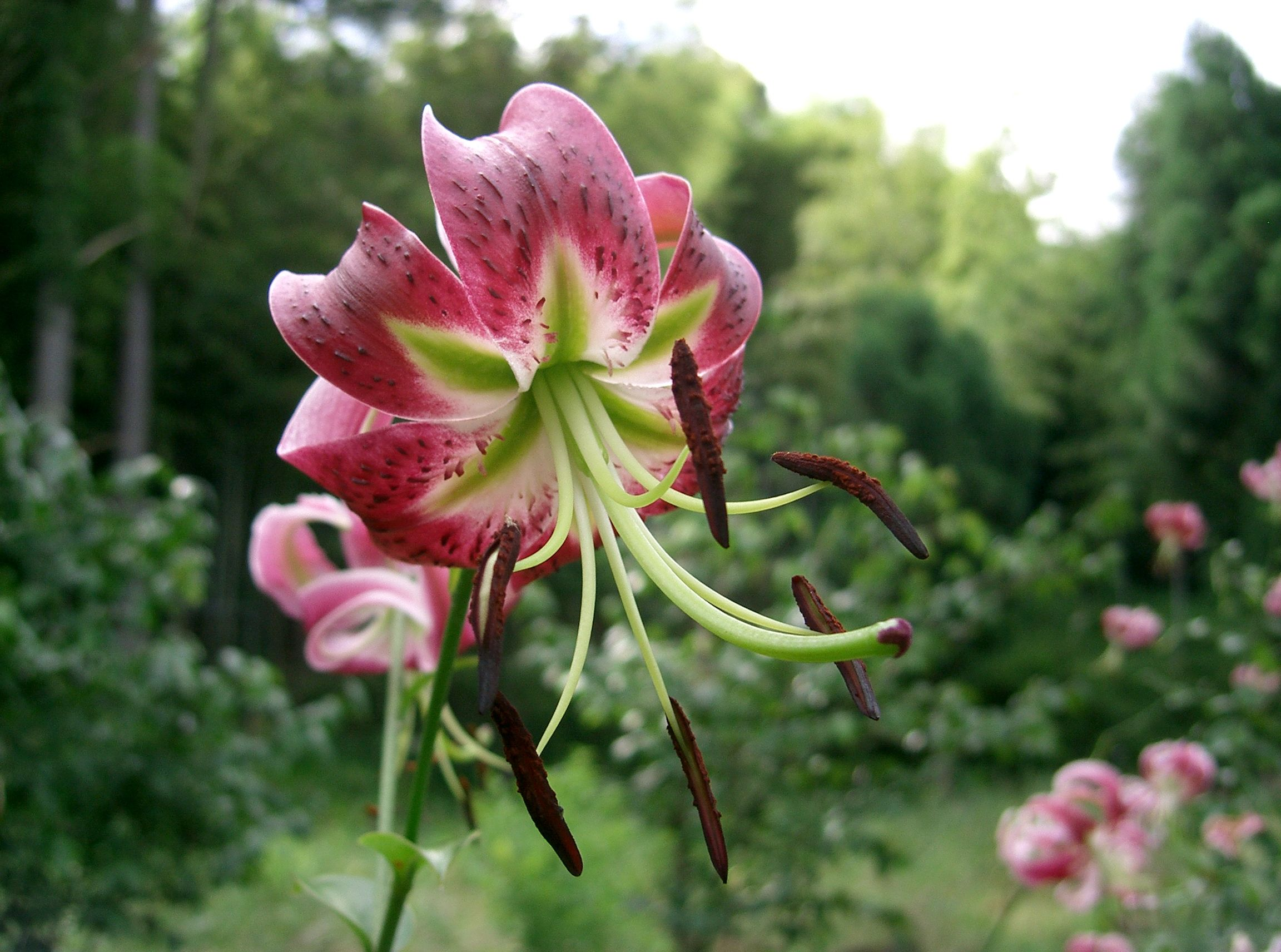
'Black Beauty'
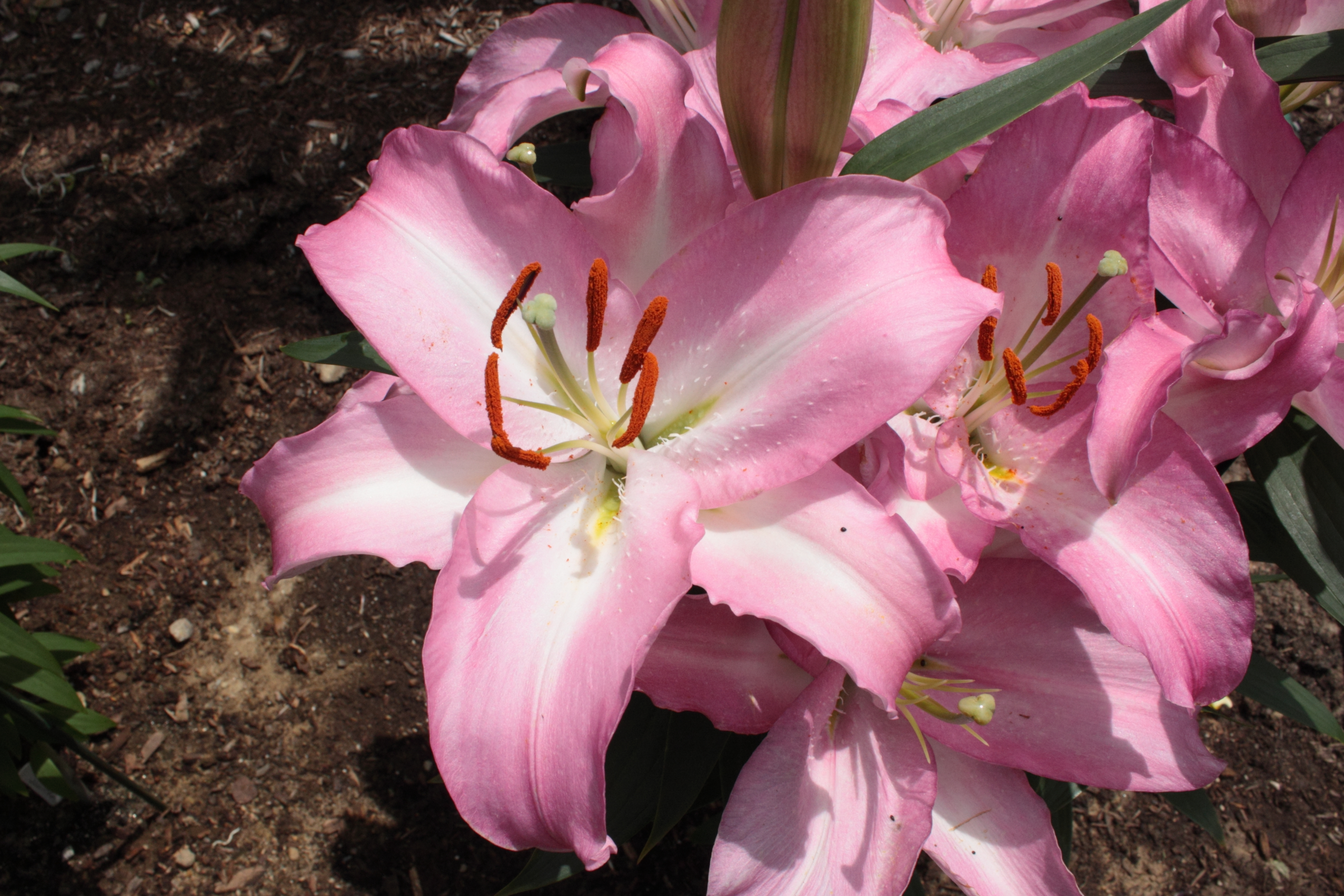
'Broadway'
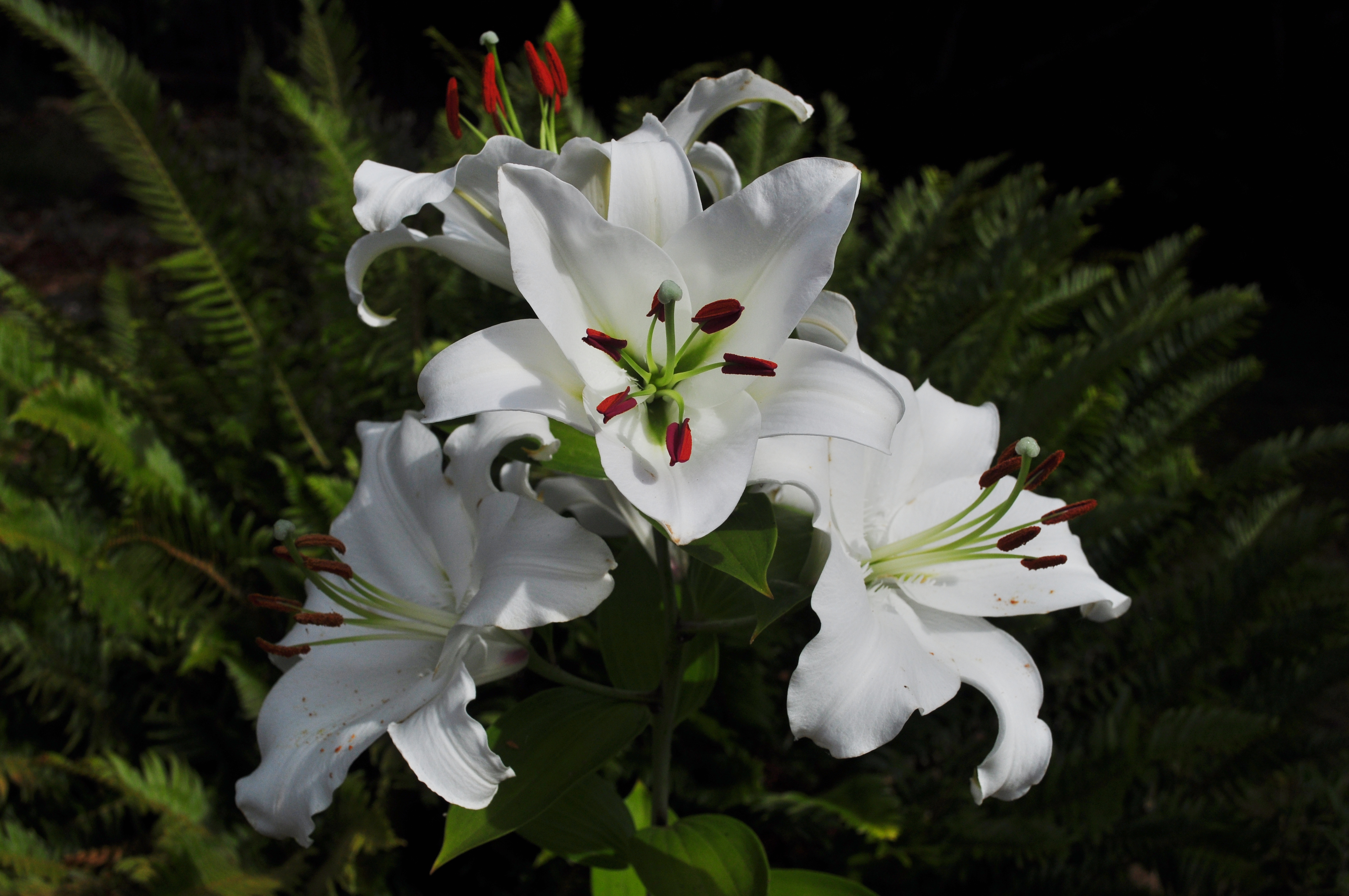
'Casa Blanca'
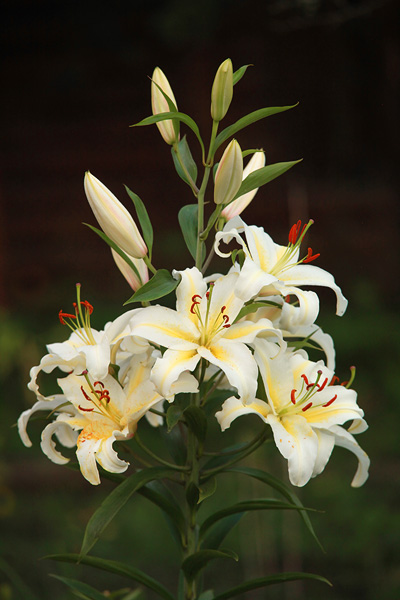
'Cassandra'
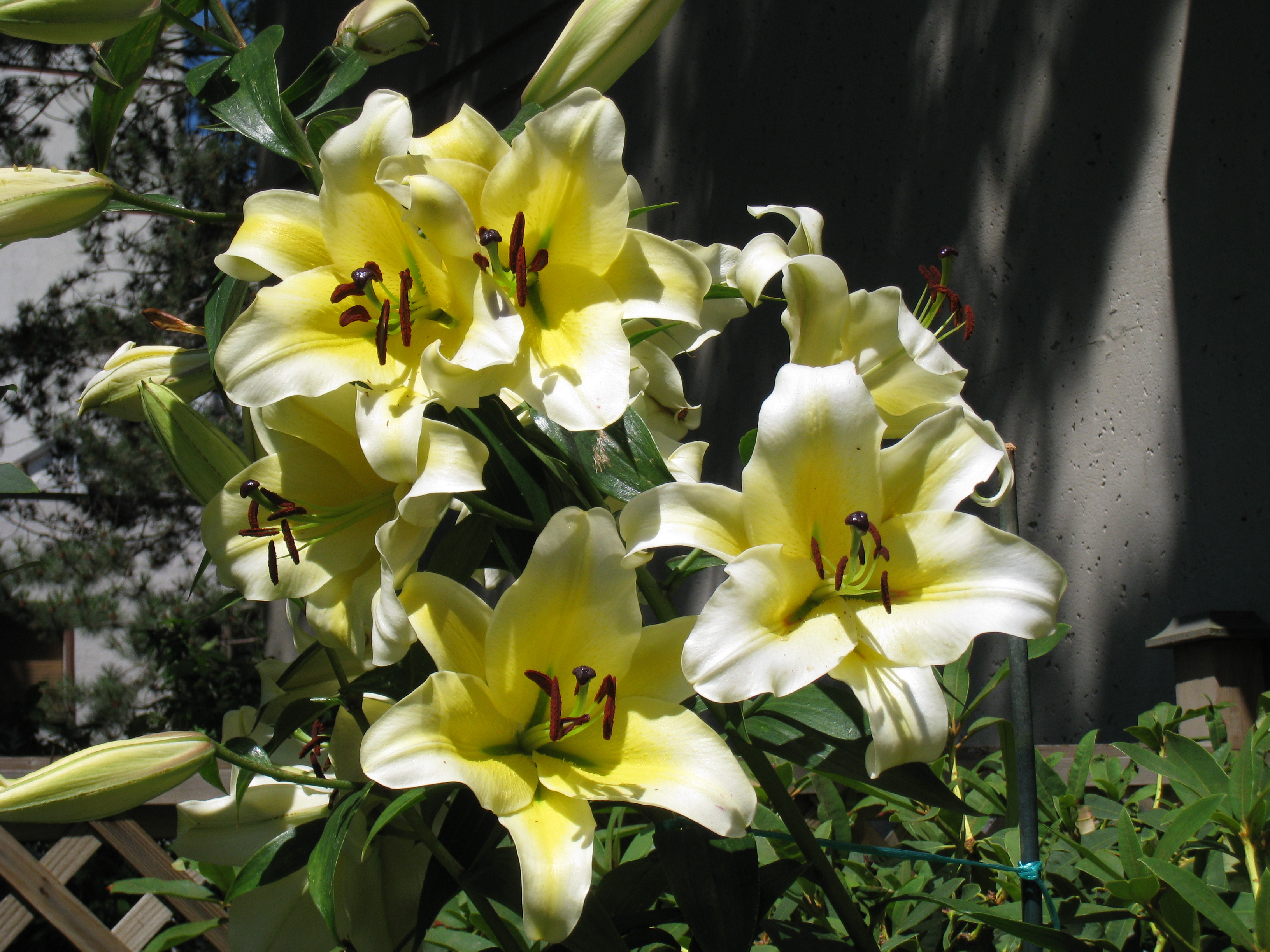
'Conca d'Or'
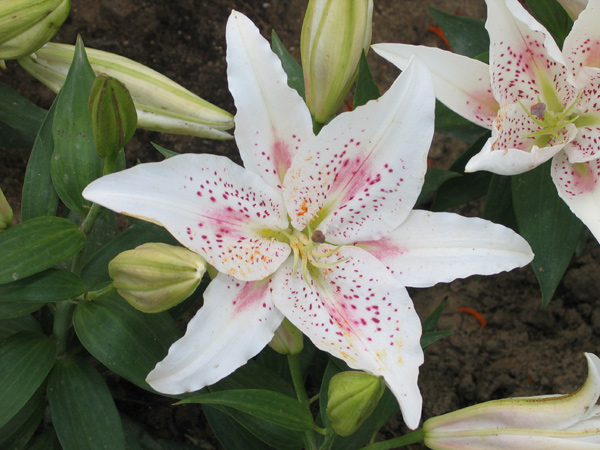
'Coral Queen'
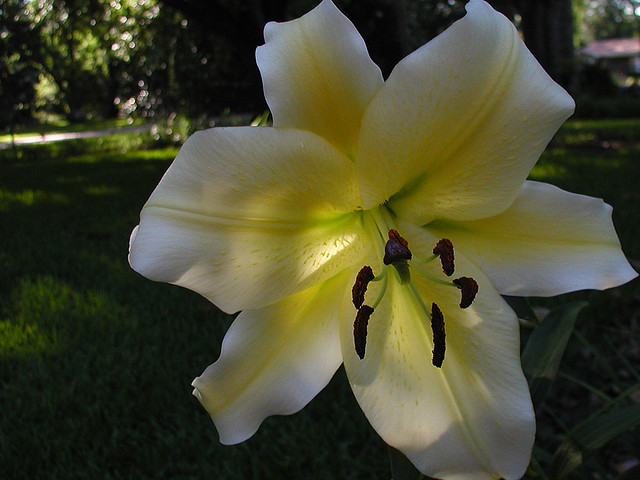
'Golden Stargazer'
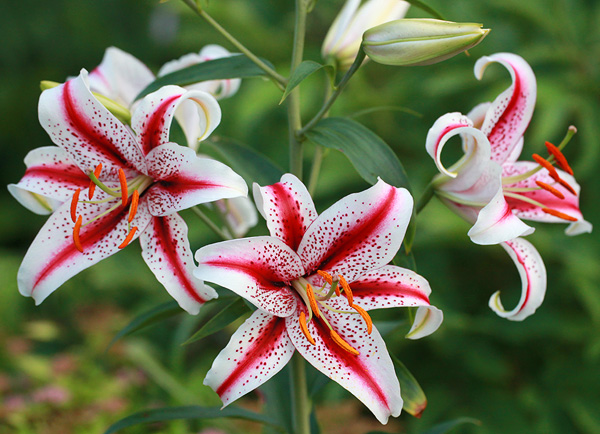
'Dizzy'
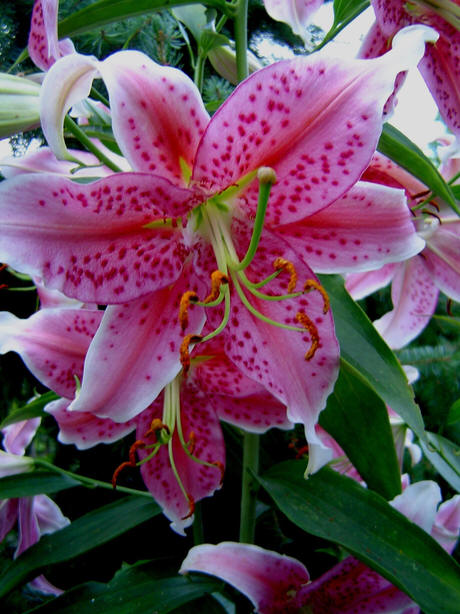
'Liesma'
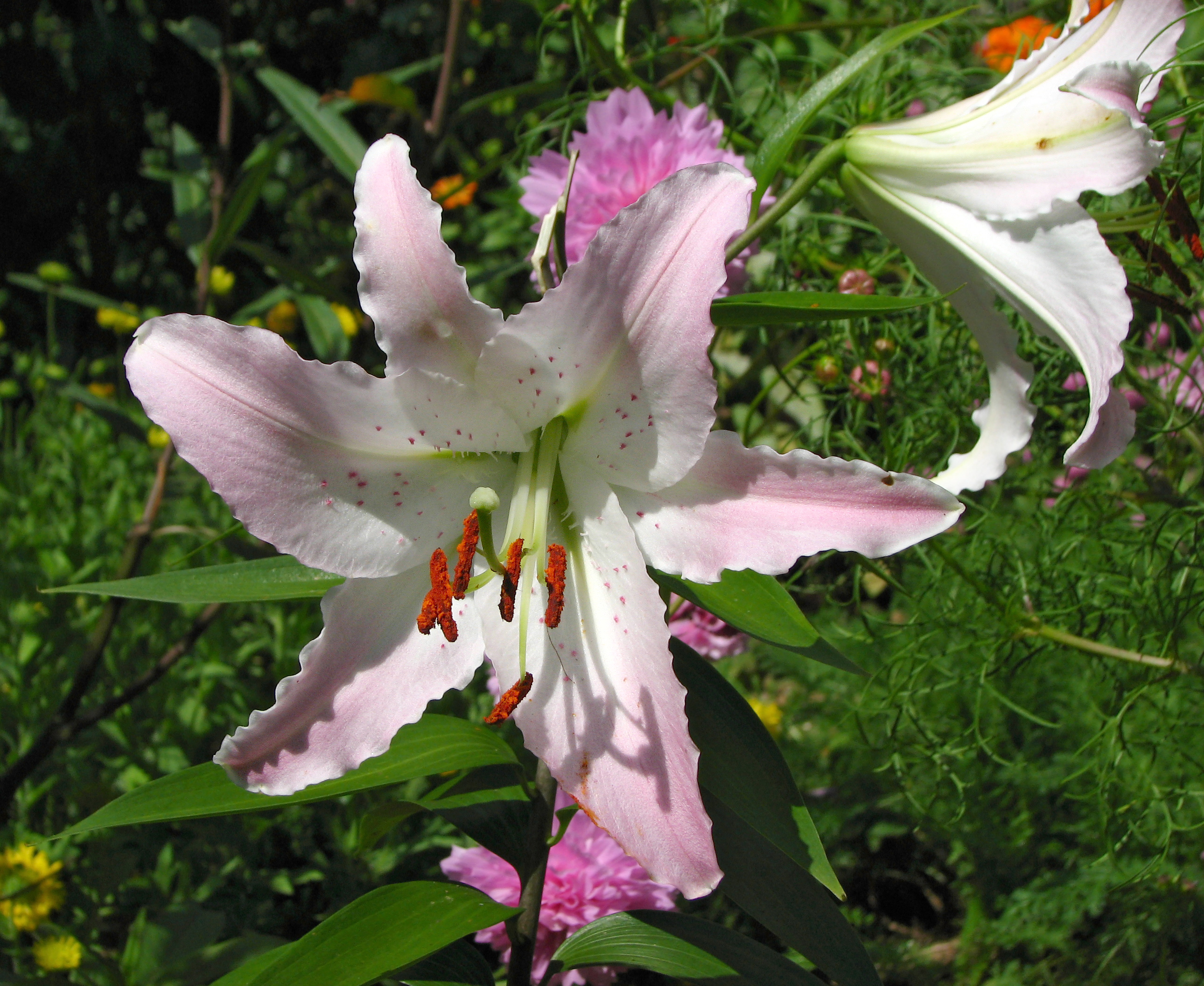
'Marco Polo'
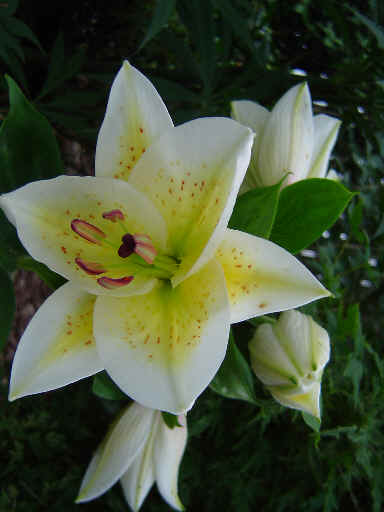
'Momentum'
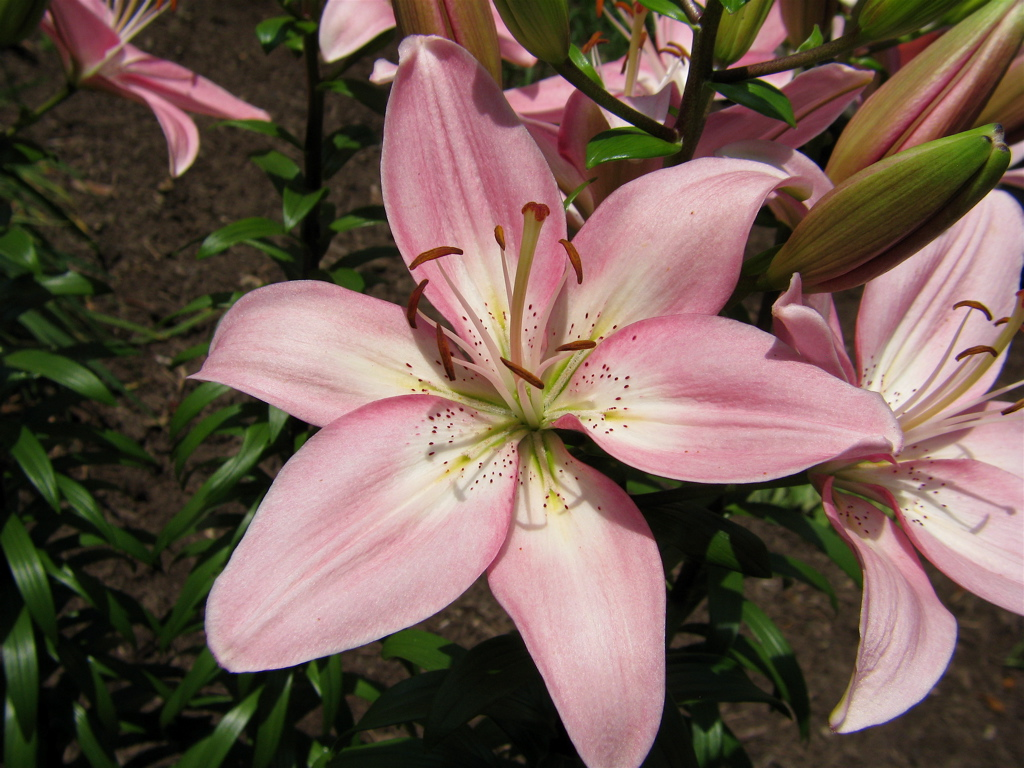
'Mona Lisa'
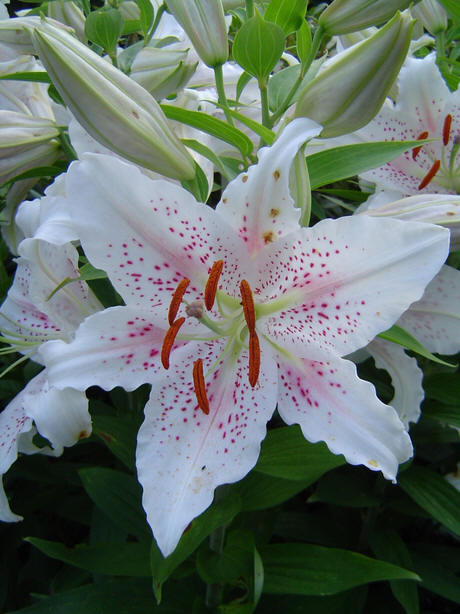
'Muscadet'
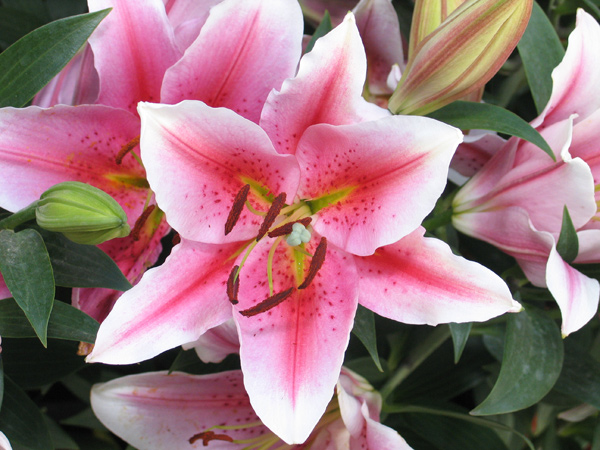
'Tiber'
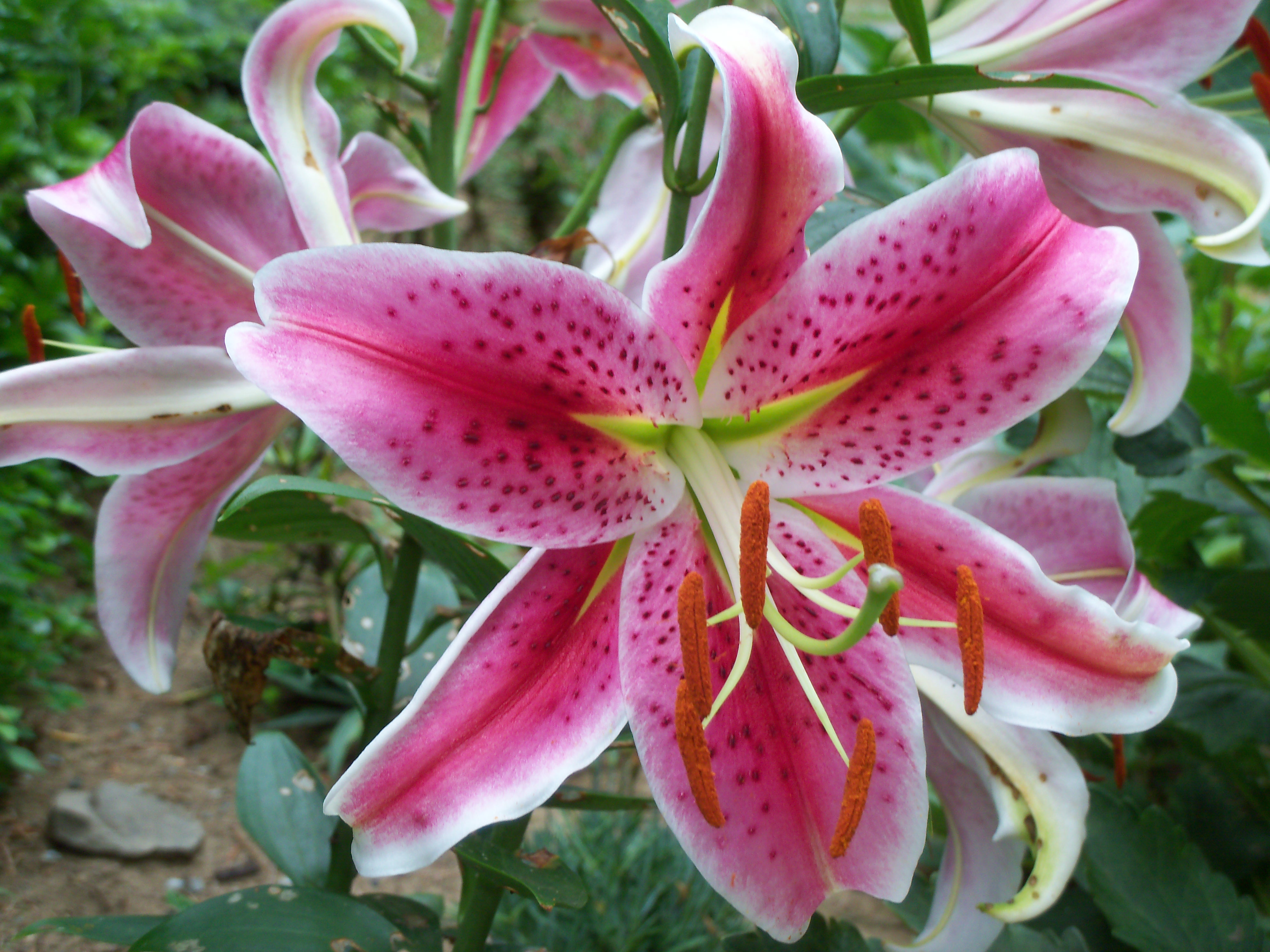
'Stargazer'
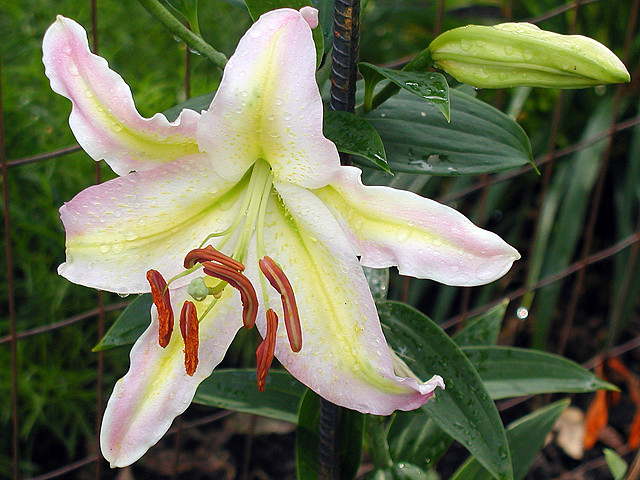
'Tom Pouce'
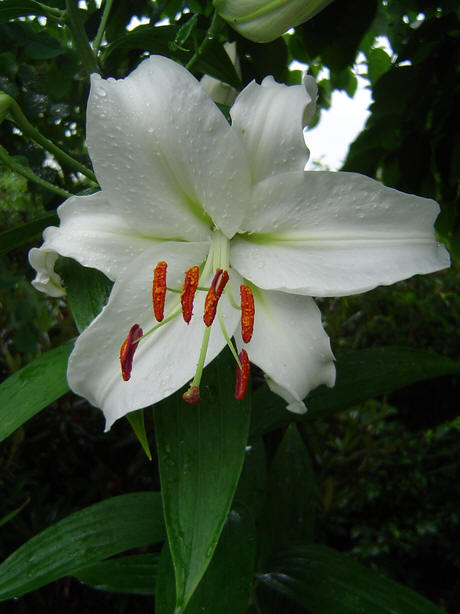
'Universe'